# Torre de la Casa la Torre
La Torre de la Casa la Torre,Torre de Vandellòs o Ca la Torre és un monument protegit com a bé cultural d'interès nacional a la vila de Vandellòs (al Baix Camp). Aquesta finca és actualment la casa pairal dels metges Gil Vernet. Antiga torre de defensa, possiblement del segle xiv, aprofitada per a construir una casa que porta a la façana la data de 1877.

## Arquitectura
Torre de planta quadrada amb galeria superior correguda que es troba envoltada per una casa situada a la part antiga de la vila. La torre, que fa 4 x 3 metres de base i 12 metres d'alçada, és obra de paredat amb còdols i reforços de carreu. La construcció podria datar dels segles XV i XVI, aprofitant elements anteriors d'altres edificacions, com ara els permòdols que devien constituir la base dels matacans. Presenta diverses modificacions i reparacions d'èpoques posteriors.

## Història
A l'edat mitjana, el terme del castell de Tivissa comprenia tot l'antic territori de Tivissa, com hom hi assenyala les fortaleses del Coll de Balaguer, l'Hospitalet, Vandellòs, Llaberia, Banyoles i Sant Blai. L'Infant Pere d'Aragó, comte de Prades, el 1350 expedí un decret declarant els veïns de Vandellòs exempts de l'obligació de treballar a les muralles de Tivissa. A les darreries del segle xviii es troben assignades a la senyoria del Duc de Cardona, amb el nom de baronia d'Entença, diverses poblacions entre les quals es troben Vandellòs i Tivissa.